# 884 (numero)
Ottocentottantaquattro (884) è il numero naturale dopo l'883 e prima dell'885.

## Proprietà matematiche
- È un numero pari.
- È un numero composto con 12 divisori: 1, 2, 4, 13, 17, 26, 34, 52, 68, 221, 442, 884. Poiché la somma dei suoi divisori (escluso il numero stesso) è 880 < 884, è un numero difettivo.
- È un numero malvagio.
- È un numero congruente.
- È un numero palindromo e un numero ondulante nel sistema posizionale a base (18) (2D2) e in quello a base (21) (202).
- È parte delle terne pitagoriche (84, 880, 884), (240, 884, 916), (340, 816, 884), (387, 884, 965), (416, 780, 884), (560, 684, 884), (663, 884, 1105), (884, 987, 1325), (884, 2805, 2941), (884, 3705, 3809), (884, 5712, 5780), (884, 7488, 7540), (884, 11475, 11509), (884, 15015, 15041), (884, 48838, 48845), (884, 97680, 97684), (884, 195363, 195365).

## Astronomia
- 884 Priamus è un asteroide della fascia principale del sistema solare.
- NGC 884 è un ammasso aperto della costellazione di Perseo.

## Astronautica
- Cosmos 884 è un satellite artificiale russo.